# Stasimopus kentanicus
Espèce
Stasimopus kentanicus est une espèce d'araignées mygalomorphes de la famille des Stasimopidae.

## Distribution
Cette espèce est endémique du Cap-Oriental en Afrique du Sud,. Elle se rencontre vers Mnquma.

## Description
La femelle syntype mesure 27 mm.

## Étymologie
Son nom d'espèce lui a été donné en référence au lieu de sa découverte, Kentani.

## Publication originale
- Purcell, 1903 : New South African spiders of the families Migidae, Ctenizidae, Barychelidae Dipluridae, and Lycosidae. Annals of the South African Museum, vol. 3, p. 69-142 (texte intégral).